# 헷비허스 마뒤로
헷비허스 마르티네스-마뒤로(Hedwiges Martinez-Maduro, 1985년 2월 13일, 알메러 ~)는 네덜란드의 전 축구 선수이다.
주로 센터백으로 기용되지만, 그가 프로 경력을 시작한 AFC 아약스에서는 수비형 미드필더로 기용된 적도 있다.

## 클럽 경력

### AFC 아약스
AFC 아약스에서, 마뒤로는 암스테르담 클럽의 특급 유망주로 2003-04 시즌에 선출되었다. 그는 2005년 2월 27일에 에레디비시 데뷔전을 로다 JC전에서 치렀고, 팀은 2-1로 승리하였다.
이어지는 시즌에, 마뒤로는 아약스의 선발 라인업에 자주 포함되었고, 팀의 네덜란드 컵 2회 우승과 슈퍼컵 3회 우승에 도움을 주었다. 그는 아약스에 있는 동안 105경기에 출장하여 11골을 기록하였다.

### 발렌시아 CF
2008년 1월 중순, 아약스의 요한 크루이프 샬 3연패 이후, 마뒤로는 라 리가의 발렌시아 CF와 €3M의 이적료에 4년 반 계약을 맺었다. 당시 감독은 같은 국적의 로날드 쿠만이었다.
그의 공식 데뷔전을 0-1로 패한 UD 알메리아와의 1월 27일 홈경기였다. 그는 첫 시즌의 11경기에 모두 선발로 출장하였지만, 팀은 리그 10위로 마감하였다. 코파 델 레이 우승에도 불구하고, 헤타페 CF와의 결승전에서 주축 선수를 빼고 기용한 쿠만 감독은 사실상 해고 상태가 되었다.
그의 발렌시아와의 첫 풀 시즌에, 2008년 하계올림픽 이후 돌아온 마뒤로의 자리는 줄어들었다. 하지만, 우나이 에메리 신임 감독은 부상과 징계로 다수의 선수가 빠지자 그를 주요 선수로 기용하기 시작하였다. 그는 라이트 백을 포함한 다양한 포지션을 소화하였다. 2009년 4월 25일, 그는 첫 공식골을 FC 바르셀로나와의 경기에서 기록하였고, 결국 2-2로 비겼다. 발렌시아는 시즌을 6위로 마감하였고, 그는 2008-09 시즌 동안 알렉시스와 카를로스 마르체나와 주전 경쟁을 뚫고 부동의 주전 라울 알비올과 함께 30경기 이상에 출장하였다.

## 국가대표 경력
AFC 아약스에서의 리그 데뷔전 이후, 2005년 3월 26일에 네덜란드 축구 국가대표팀으로 처음 발탁되어, 루마니아와의 2006년 FIFA 월드컵 예선전을 치렀다. 그는 마르코 판 바스턴의 월드컵 최종 23인 엔트리에 들었다. (그는 또한 아약스 유스의 감독이기도 하였다.) 2006년 FIFA 월드컵에서 그는 0-0으로 비긴 아르헨티나와의 조별리그 3차전 경기에 4분 출장하였고, 팀은 16강에서 탈락하였다.
2007년, 그는 12번의 시니어 대표팀 출장에도 불구하고, 마뒤로는 네덜란드에서 개최한 UEFA의 U-21 챔피언쉽에 참여하였고, 대회 첫골을 이스라엘전에서 기록, 1-0으로 승리하였다. 그는 2-1로 승리한 포르투갈전에도 출장하여, 4강에 확정 2008년 하계올림픽 진출권을 획득하였다.
잉글랜드와의 준결승전 (연장전 후 1-1)에서, 마뒤로는 승부차기를 성공시켰고, 32번의 슈팅 끝에 네덜란드가 13-12로 승리하였다. 네덜란드는 세르비아와의 결승전에서 4-1로 승리하며 2006년의 타이틀을 성공적으로 방어하며, 'UEFA 토너먼트의 팀' 일원으로 선출되었다.

## 사생활
마뒤로의 아버지는 아루바 출생이고, 어머니는 퀴라소 출신으로, 두 섬 모드 카리브해에 위치하고 있다.